# Раденці
Раденці (словен. Radenci) — поселення в общині Раденці, Помурський регіон, Словенія. Висота над рівнем моря: 201,7 м.